# 上杉朝宁
上杉朝宁，日本战国时代武将，父亲为上杉朝昌，是上杉朝兴的父亲，通称七郎。法名净安。根据《上杉系图别本》记载上杉朝宪和上杉朝良是他的兄弟，官位民部少辅。是扇谷上杉氏当主，七泽城城主。死后由养子上杉宪胜继承家督。

## 资料参考
- 《扇谷上杉氏和太田道潅》黑田基树著（2004年岩田书院）ISBN 9784872943269